# Visigotia
Visigotia és el nom amb què ocasionalment es coneix la regió dominada pel poble visigot, durant l'Alta Edat Mitjana.

## Història
Els visigots, després del saqueig de Roma en 410, van passar a la Gàl·lia, apoderant-se de la ciutat de Tolosa i fundant allí un regne que cobria el Migdia francès i part de la península Ibèrica (amb els Pirineus pel mig). Després de la batalla de Vouillé, l'any 507, van perdre tots els seus dominis al nord dels Pirineus excepte la Septimània, quedant relegats a la península Ibèrica mateixa, que passarà a ser la regió de Visigotia per antonomàsia. En aquestes terres duraran fins a l'any 725, en què van ser aniquilats pels conqueridors musulmans.